# Циркуль (остров)
Циркуль — остров в России. Расположен в Карском море на территории Красноярского края, на северо-западе Таймыра, часть архипелага Шхеры Минина. Площадь острова 30 км².
Остров назван в 1934 году в честь гидрографического судна «Циркуль».
Поверхность острова равнинная. Наивысшая точка острова имеет высоту 38 метров над уровнем моря. Длина острова с севера на юг составляет 9,4 км, ширина — 7,7 км.
Климат полярный. Средняя температура составляет −13 °C. Самый жаркий месяц — июль со средней температурой 6 °С, самый холодный — февраль при средней температуре −25 ° С.
Один из мысов на острове назван в честь исследователя Арктики Э. В. Толля.